# María de las Nieves García Fernández
María de las Nieves García Fernández (Oaxaca de Juárez, Oaxaca, 5 de abril de 1955) es una médica y política mexicana, miembro del Partido Revolucionario Institucional (PRI). Fue dos veces diputada federa, dos al Congreso de Oaxaca y secretaría de Salud del gobierno oaxaqueño.

## Biografía
Es médico cirujano egresada de la Universidad Autónoma Benito Juárez de Oaxaca (UABJO), misma institución en que tiene especialidad en Medicina Familiar. y cuenta con dos diplomados, uno en Análisis Político y Estratégico en el Centro de Investigación y Docencia Económicas (CIDE) y otro en Gerencia Política e Investigación de la Opinión Pública en la George Washington University.
Entre 1988 a 1991 fue secretaria de Finanzas en el Instituto Mexicano del Seguro Social (IMSS), coordinadora médica general del Banco Nacional de Crédito Rural (BANRURAL) y coordinadora de programas UNICEF en la Secretaría de Gobierno de Oaxaca y en 1992 fue secretaria de Gestión Social del comité estatal del PRI. Ese mismo año, Diódoro Carrasco Altamirano asumió la gubernatura de Oaxaca y la designó secretaria de Salud de su gobierno, cargo en el que permanece hasta 1995 en que lo deja para ser secretaria general del comité estatal del PRI hasta 1997, de 1997 a 1998 fue contralora de la Comisión Nacional de la Mujer y coordinadora de los programas estatales de la mujer del PRI.
En 1998 fue elegida por primera ocasión diputada al Congreso del Estado de Oaxaca, representando al Distrito 7 local con cabecera en Miahuatlán de Porfirio Díaz en la LVII Legislatura estatal. En esta se desempeñó como presidenta de la comisión especial de Equidad y Género; y, secretaria de la Gran Comisión. Al terminar este periodo, en 2000, fue elegida diputada federal por el principio de representación proporcional a la LVIII Legislatura de dicho año a 2003. En esta legislatura fue secretaria de la Mesa Directiva; integrante de las comisiones de Equidad y Género; de Salud; de Seguridad Social; y Especial Encargada de Coadyuvar y dar Seguimiento a los Proyectos de Desarrollo Regional relacionados con la Región Sur-Sureste de México.
De 2003 a 2005 fue directora general adjunta de Vinculación Social de la Secretaría de Salud, de 2006 a 2007 asesora de la Comisión Federal para la Protección contra Riesgos Sanitarios (COFEPRIS) y de 2007 a 2008 asesora política de la Coordinación de los Institutos Nacionales de Salud. De 2008 a 2009 fue secretaria general y de 2009 a 2013 presidente del Instituto de Capacitación y Desarrollo Político (ICADEP) del PRI. En 2010 fue también coordinadora general de gestión social del candidato del PRI a gobernador de Oaxaca Eviel Pérez Magaña.
En 2012 fue elegida por segunda ocasión diputada federal por representación proporcional a la LXII Legislatura que concluiría en 2015. En esta Legislatura fue secretaria de la comisión de Salud; e integrante de las comisiones del Distrito Federal; de Seguridad Social; de Sguimiento a las evaluaciones del programa especial concurrente; del comité de la Evaluación de la Gestión y Operación del Centro de Desarrollo Infantil Antonia Nava de Catalán; y, del Centro de Estudios para el Adelanto de las Mujeres y la Equidad de Género. En 2014 fue consejera propietaria del Poder Legislativo ante el Consejo General del Instituto Nacional Electoral; recibió licencia defintiva al cargo el 28 de noviembre del mismo año para asumir el cargo de secretaria técnica del Consejo Nacional de Salud, en que permaneció hasta 2016.
En 2016 fue elegida por segunda ocasión al Congreso del Estado, integrando por representación proporcional la LXIII Legislatura que concluyó en 2018 y en la que fue coordinadora del grupo parlamentario del PRI.